# Kumasi
Kumasi là thành phố lớn thứ nhì Ghana, sau thủ đô Accra. Thành phố có dân số 2.604.909 người. Thành phố Kumasi nằm ở nam trung bộ vùng Ashanti, gần hồ Bosomtwe. Thành phố có khoảng cách 480 về phía bắc xích đạo và 160 km về phía bắc vịnh Guinea. Thành phố Kumasi được biết đến với tên "thành phố vườn" do có nhiều cây và hoa. Kumasi trở nên quan trọng vào năm 1695 khi nó trở thành thủ phủ của Ashanti Confederacy.
Kumasi có sân bay Kumasi và các tuyến đường sắt nối với Accra và Takoradi. Dịch vụ đường sắt đã bị ngưng trong nhiều năm do đường ray, cầu và đầu máy hư hỏng. Một dự án đường sắt 6 tỷ đô la Mỹ do Trung Quốc đầu tư cho toàn bộ các tuyến đường ray Ghana đang được tiến hành, bao gồm cả tuyến đường ray mới nối Kumasi với Paga ở cực bắc Ghana.

## Khí hậu
Thành phố có khí hậu nhiệt đới xavan, với nhiệt độ tương đối ổn định trong suốt cả năm. Lượng mưa trung bình hàng năm là khoảng 1400 mm. Mùa khô kéo dài từ tháng 12 đến tháng 2 và được gây ra bởi gió harmattan.
| Dữ liệu khí hậu của Kumasi                                                         | Dữ liệu khí hậu của Kumasi | Dữ liệu khí hậu của Kumasi | Dữ liệu khí hậu của Kumasi | Dữ liệu khí hậu của Kumasi | Dữ liệu khí hậu của Kumasi | Dữ liệu khí hậu của Kumasi | Dữ liệu khí hậu của Kumasi | Dữ liệu khí hậu của Kumasi | Dữ liệu khí hậu của Kumasi | Dữ liệu khí hậu của Kumasi | Dữ liệu khí hậu của Kumasi | Dữ liệu khí hậu của Kumasi | Dữ liệu khí hậu của Kumasi |
| Tháng                                                                              | 1                          | 2                          | 3                          | 4                          | 5                          | 6                          | 7                          | 8                          | 9                          | 10                         | 11                         | 12                         | Năm                        |
| ---------------------------------------------------------------------------------- | -------------------------- | -------------------------- | -------------------------- | -------------------------- | -------------------------- | -------------------------- | -------------------------- | -------------------------- | -------------------------- | -------------------------- | -------------------------- | -------------------------- | -------------------------- |
| Cao kỉ lục °C (°F)                                                                 | 36.7 (98.1)                | 37.2 (99.0)                | 37.8 (100.0)               | 36.1 (97.0)                | 35.0 (95.0)                | 32.8 (91.0)                | 31.1 (88.0)                | 30.0 (86.0)                | 31.7 (89.1)                | 32.2 (90.0)                | 32.8 (91.0)                | 33.3 (91.9)                | 37.8 (100.0)               |
| Trung bình ngày tối đa °C (°F)                                                     | 31.9 (89.4)                | 33.5 (92.3)                | 32.9 (91.2)                | 32.3 (90.1)                | 31.3 (88.3)                | 29.5 (85.1)                | 28.0 (82.4)                | 27.7 (81.9)                | 28.7 (83.7)                | 30.1 (86.2)                | 31.2 (88.2)                | 30.7 (87.3)                | 30.7 (87.3)                |
| Tối thiểu trung bình ngày °C (°F)                                                  | 20.4 (68.7)                | 22.0 (71.6)                | 22.3 (72.1)                | 22.4 (72.3)                | 22.2 (72.0)                | 21.6 (70.9)                | 21.2 (70.2)                | 21.0 (69.8)                | 21.1 (70.0)                | 21.5 (70.7)                | 21.7 (71.1)                | 20.8 (69.4)                | 21.5 (70.7)                |
| Thấp kỉ lục °C (°F)                                                                | 11.7 (53.1)                | 13.3 (55.9)                | 17.8 (64.0)                | 19.4 (66.9)                | 18.9 (66.0)                | 18.9 (66.0)                | 17.2 (63.0)                | 16.1 (61.0)                | 18.3 (64.9)                | 15.6 (60.1)                | 13.9 (57.0)                | 10.6 (51.1)                | 10.6 (51.1)                |
| Lượng Giáng thủy trung bình mm (inches)                                            | 15.1 (0.59)                | 66.3 (2.61)                | 137.0 (5.39)               | 129.3 (5.09)               | 174.4 (6.87)               | 214.3 (8.44)               | 157.5 (6.20)               | 89.9 (3.54)                | 165.2 (6.50)               | 153.3 (6.04)               | 74.3 (2.93)                | 25.8 (1.02)                | 1.402,4 (55.21)            |
| Số ngày giáng thủy trung bình                                                      | 2                          | 5                          | 9                          | 10                         | 14                         | 17                         | 14                         | 12                         | 17                         | 17                         | 8                          | 3                          | 128                        |
| Số giờ nắng trung bình tháng                                                       | 186.6                      | 187.2                      | 205.4                      | 204.0                      | 204.7                      | 146.3                      | 101.2                      | 77.0                       | 106.2                      | 161.4                      | 193.8                      | 178.0                      | 1.951,8                    |
| Nguồn 1: Tổ chức Khí tượng Thế giới, Sistema de Clasificación Bioclimática Mundial |                            |                            |                            |                            |                            |                            |                            |                            |                            |                            |                            |                            |                            |
| Nguồn 2: Deutscher Wetterdienst                                                    |                            |                            |                            |                            |                            |                            |                            |                            |                            |                            |                            |                            |                            |